# Robert Benchley
Robert Charles Benchley (Worcester, 15 de setembro de 1889 – Nova Iorque, 21 de novembro de 1945) foi um humorista, colunista de jornal, ator e editor de dramas norte-americano.